# Sint-Florinuskerk
De Sint-Florinuskerk is een evangelische kerk in het centrum van de Duitse stad Koblenz. De rond het jaar 1100 gebouwde kerk behoorde tot het Florinusstift, dat met de secularisatie in 1803 werd opgeheven. In 1820 verwierf de protestantse gemeenschap van Koblenz de kerk en daarmee kreeg de rooms-katholieke stad voor het eerst een protestants kerkgebouw. Het vroegmiddeleeuwse kerkgebouw is een mooi voorbeeld van romaanse kerkbouw in het Midden-Rijndal. Samen met enkele andere middeleeuwse gebouwen vormt de kerk een fraai historisch ensemble aan de Florinsmarkt.
Sinds 2002 behoort de kerk tot het UNESCO werelderfgoed Midden-Rijndal.

## Geschiedenis
De voorganger van de Florinuskerk was een in het jaar 386 gebouwd kapel van het naburig gelegen Frankische koningshof. Deze kapel was gewijd aan de Heilige Maagd Maria. Ergens tussen 938-948, toen relieken van de heilige Florinus uit Remüs (Zwitserland) in Koblenz aankwamen, wijdde men de toenmalige kerk aan Florinus.
Rond het jaar 1100 liet de proost en latere aartsbisschop van Trier Bruno von Lauffen de huidige kerk bouwen. De nieuwbouw betrof een driebeukige romaanse pijlerbasiliek met een plat dak. De stadsmuren van Koblenz waren onderdeel van de oostzijde van het gebouw. Midden 14e eeuw werd met steun van aartsbisschop Boudewijn van Luxemburg de romaanse apsis vervangen door een gotische. In de jaren 1582-1614 werd de welving aan het dak van de kerk aangebracht. In dezelfde periode werd ook de klokkentorens vernieuwd. Om een doorbraak te maken tussen de Florinsmarkt en de Korenmarkt werd in 1671 een aangebouwde kapel gewijd aan Martinus afgebroken en kreeg de kerk een sterkere zuidwand.
Franse troepen beschoten in 1688 tijdens de Paltse Successieoorlog Koblenz. Bij de beschietingen raakte de kerk zwaar beschadigd. Tussen 1708-1711 vond herstel plaats en kreeg de kerk een nieuw zuidportaal met een beeld van de heilige Florinus. Nadat door blikseminslag de zuidelijke toren in 1791 werd verwoest werd het besluit genomen de nieuwe torens lager te herstellen.
In het jaar 1794 bezetten Franse revolutietroepen de stad Koblenz. De Fransen voerden in 1803 de secularisatie door en het Florinusstift werd daarmee opgeheven. Vervolgens werd de kerk als militair magazijn gebruikt. Tussen 1807 en 1811 werd de inventaris van de kerk verkocht en de aangrenzende stiftsgebouwen en de kruisgang gesloopt. De Fransen eisten ook dat de kerk tot een stedelijk slachthuis met verkoopkramen werd omgebouwd. Zover kwam het niet; Koblenz viel in 1815 aan Pruisen toe.
Koning Frederik Willem III van Pruisen droeg het gebouw in 1818 over aan de evangelische gemeente. Onder leiding van Johann Claudius von Lassaulx werd het gehavende kerkgebouw weer hersteld. In 1820 werd de kerk gewijd als evangelische parochiekerk, de eerste protestantse kerk van Koblenz. De in 1791 gebouwde helmvormige torenspitsen werden tijdens een grondige restauratie door Hermann Cuno in 1899 vervangen door spitsen. Bij restauratiewerkzaamheden in 1929-1930 van het interieur vond men bij archeologische opgravingen onder de gotische apsis de fundamenten van een Romeinse toren die ooit deel uitmaakte van de stadsmuur.
Tijdens de bombardementen op Koblenz in 1944 brandde de kerk uit. Wederopbouw volgde in 1951. In 1970 werd de kerk van buiten gerestaureerd, hierbij kreeg de kerk een kleurstelling op basis van gevonden verfresten uit de gotische periode.

## Orgel
In december 2010 werd het nieuwe orgel van de Florinuskerk ingehuldigd. Het orgel, gebouwd door de firma Förster & Nicolaus uit Lich, verving een orgel uit 1973 dat onvoldoende klankkwaliteit bood. De totale kosten van het orgel bedroegen rond 850.000 euro. In de kerk worden regelmatig orgelconcerten uitgevoerd.

## Afbeeldingen

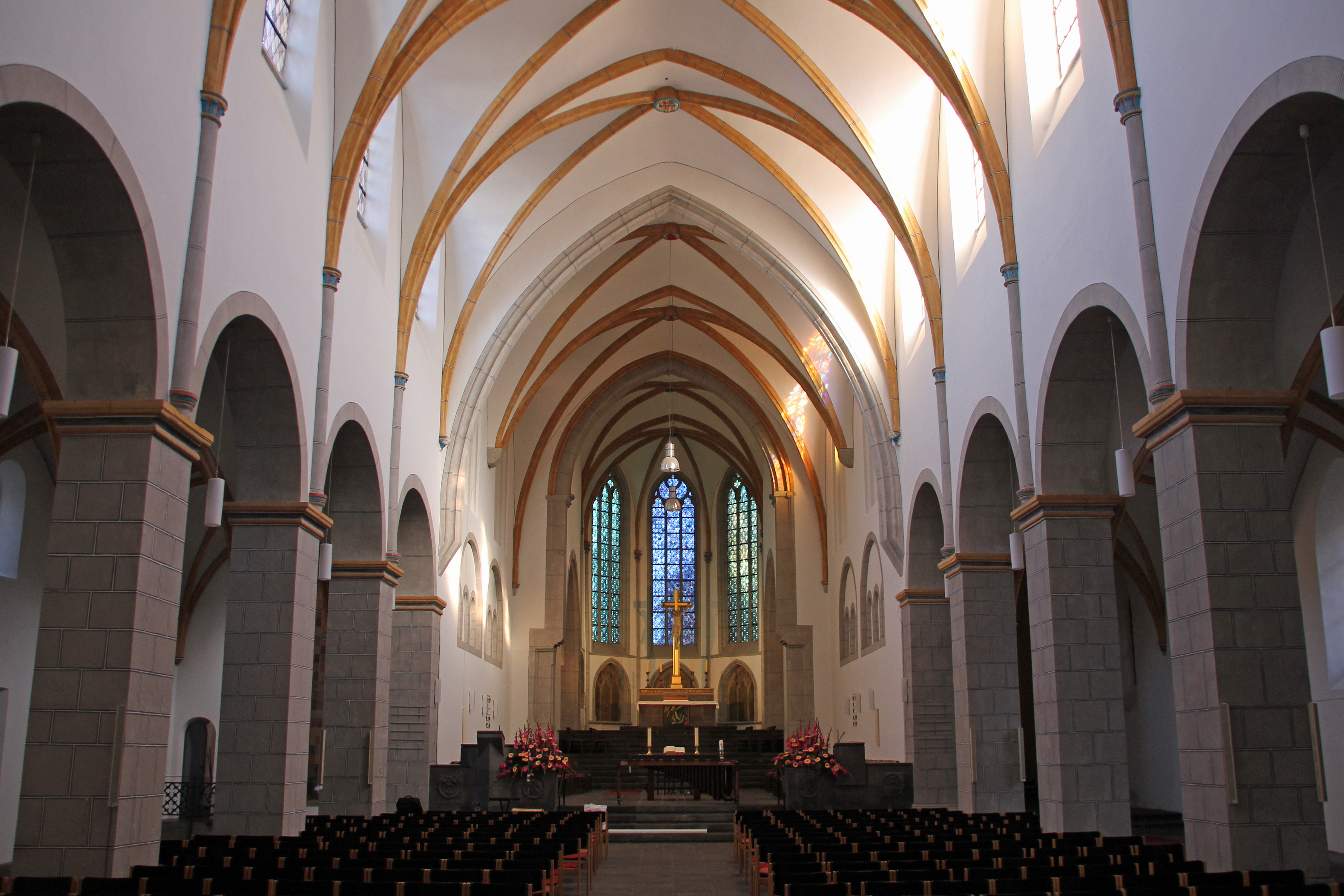
Interieur richting koor
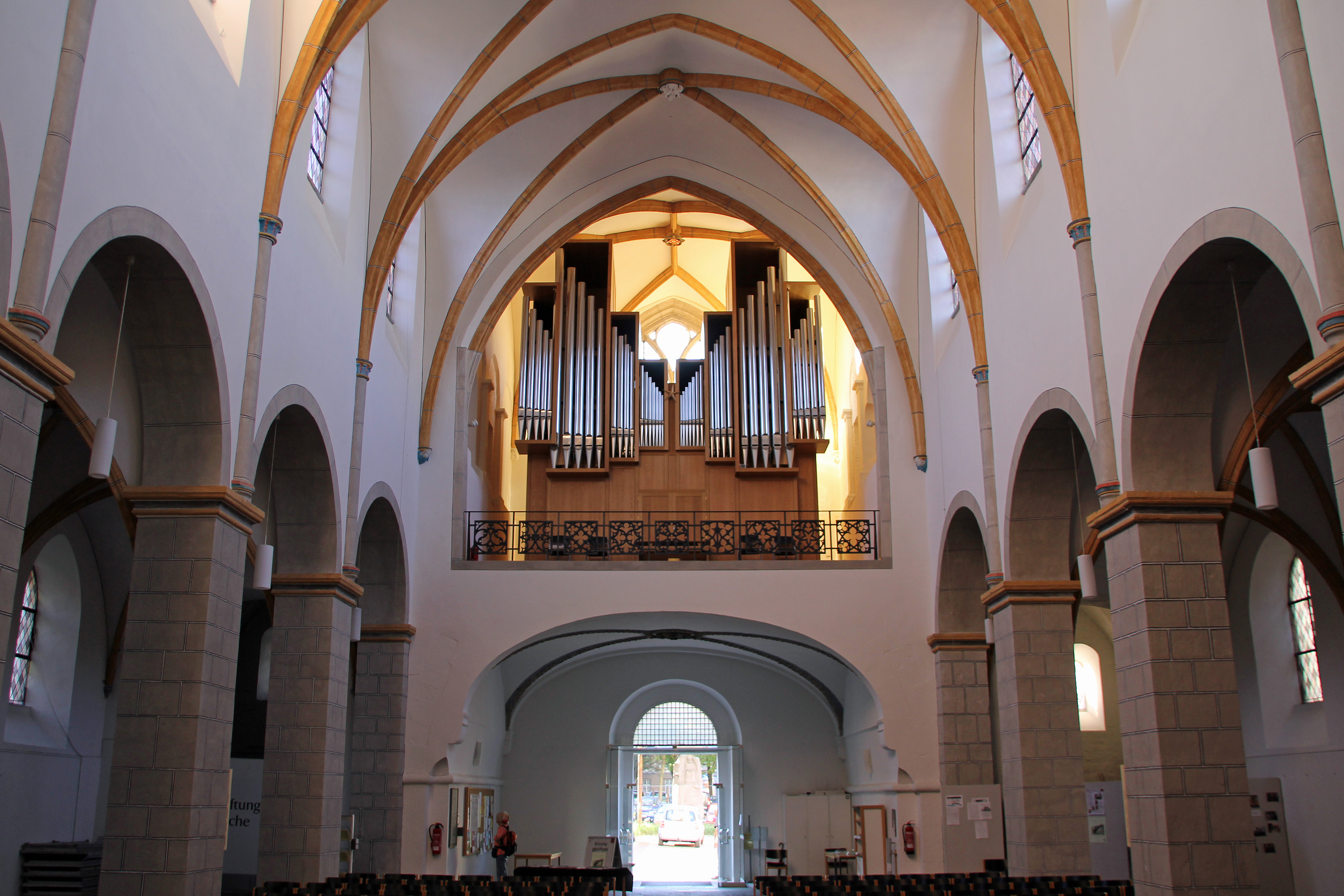
Het nieuwe orgel (2010)
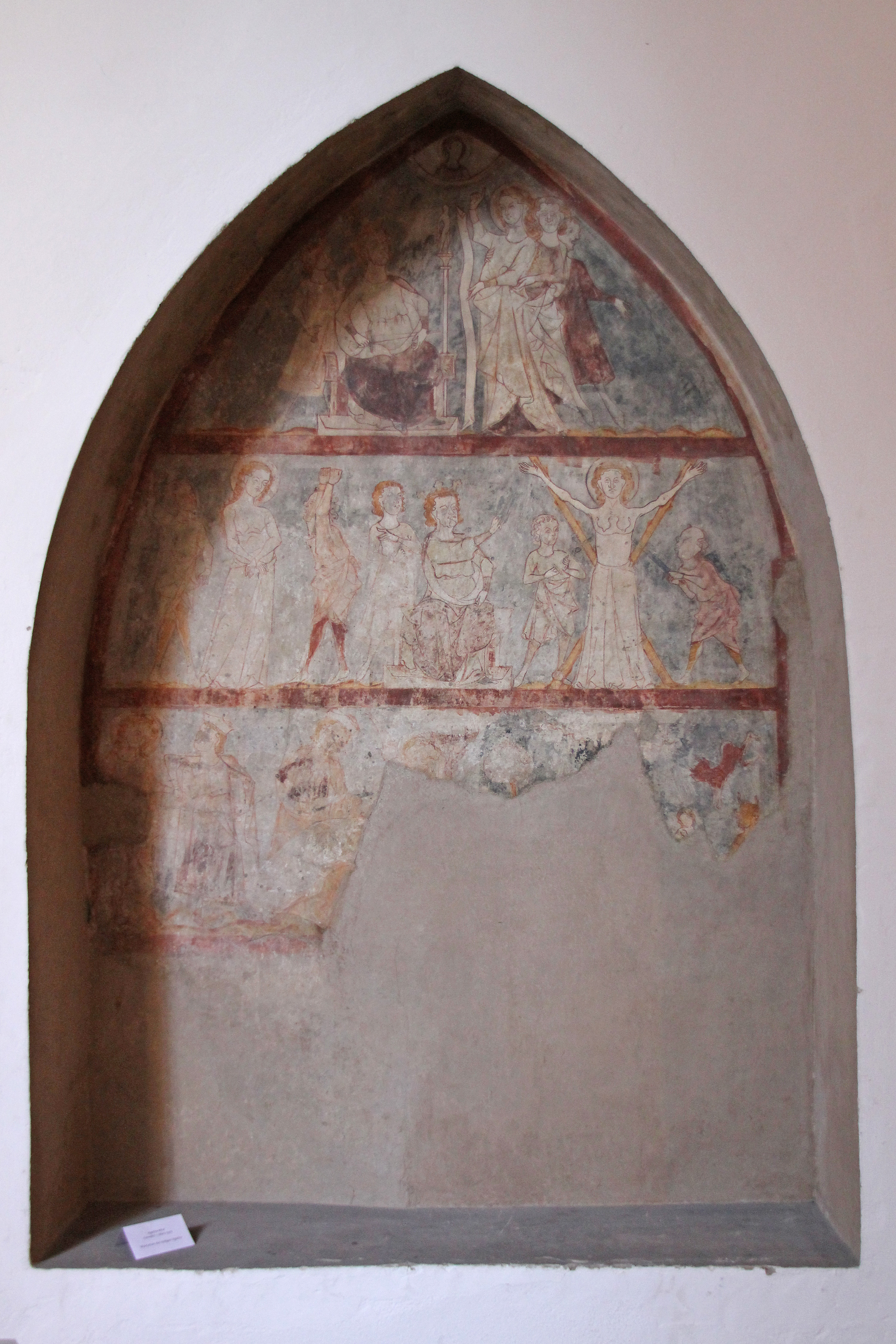
Gotische fresco's
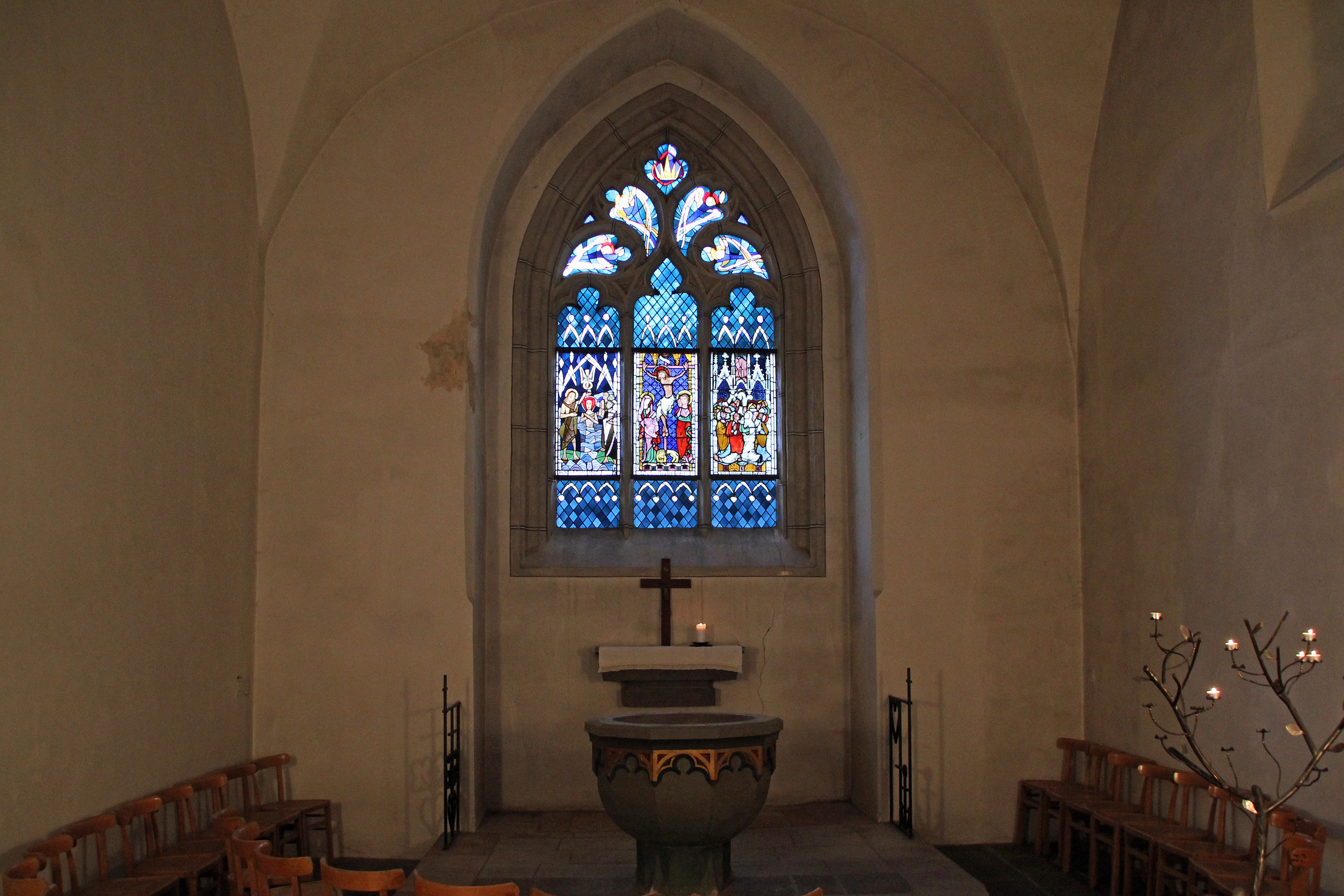
Doopkapel
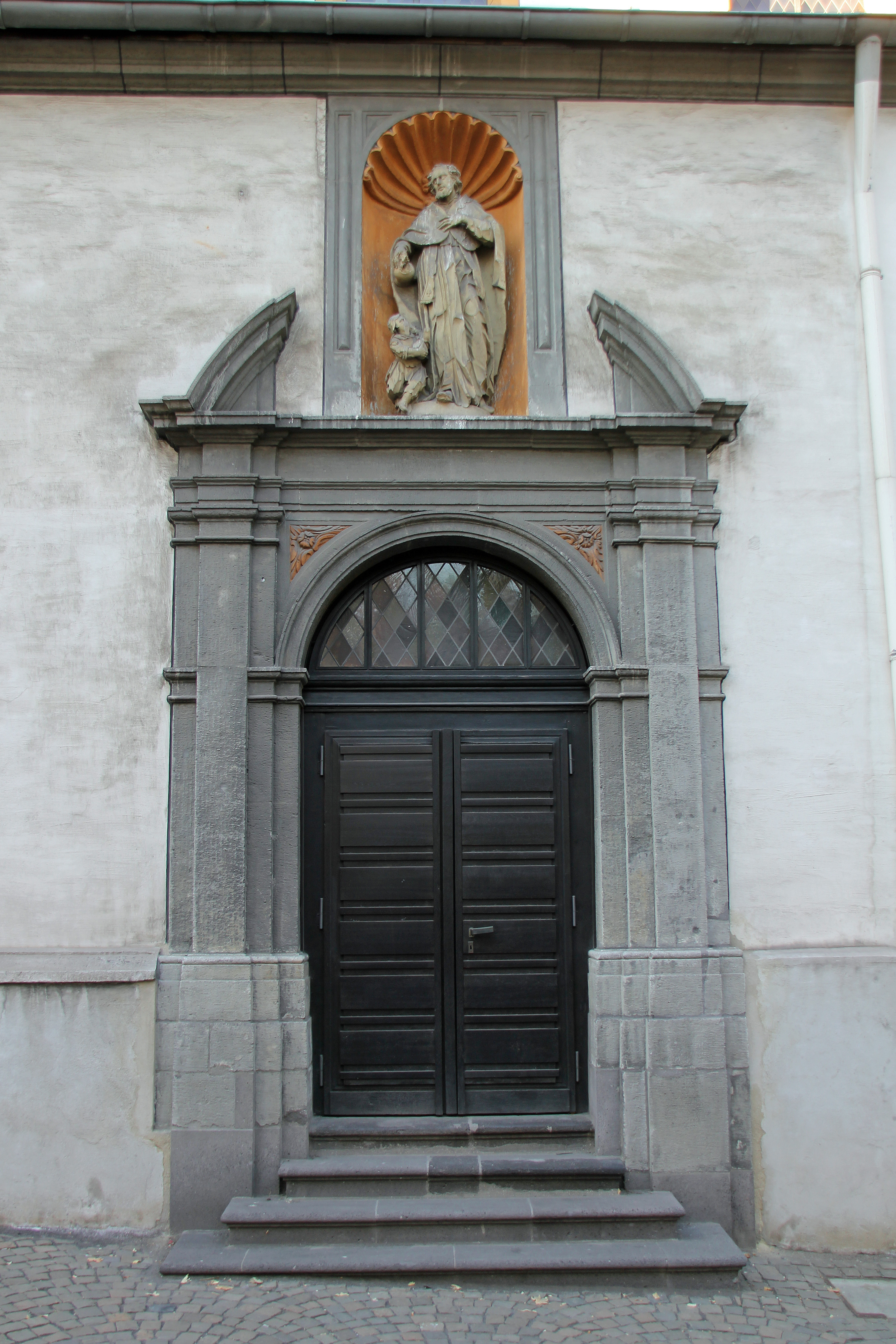
Zuidportaal
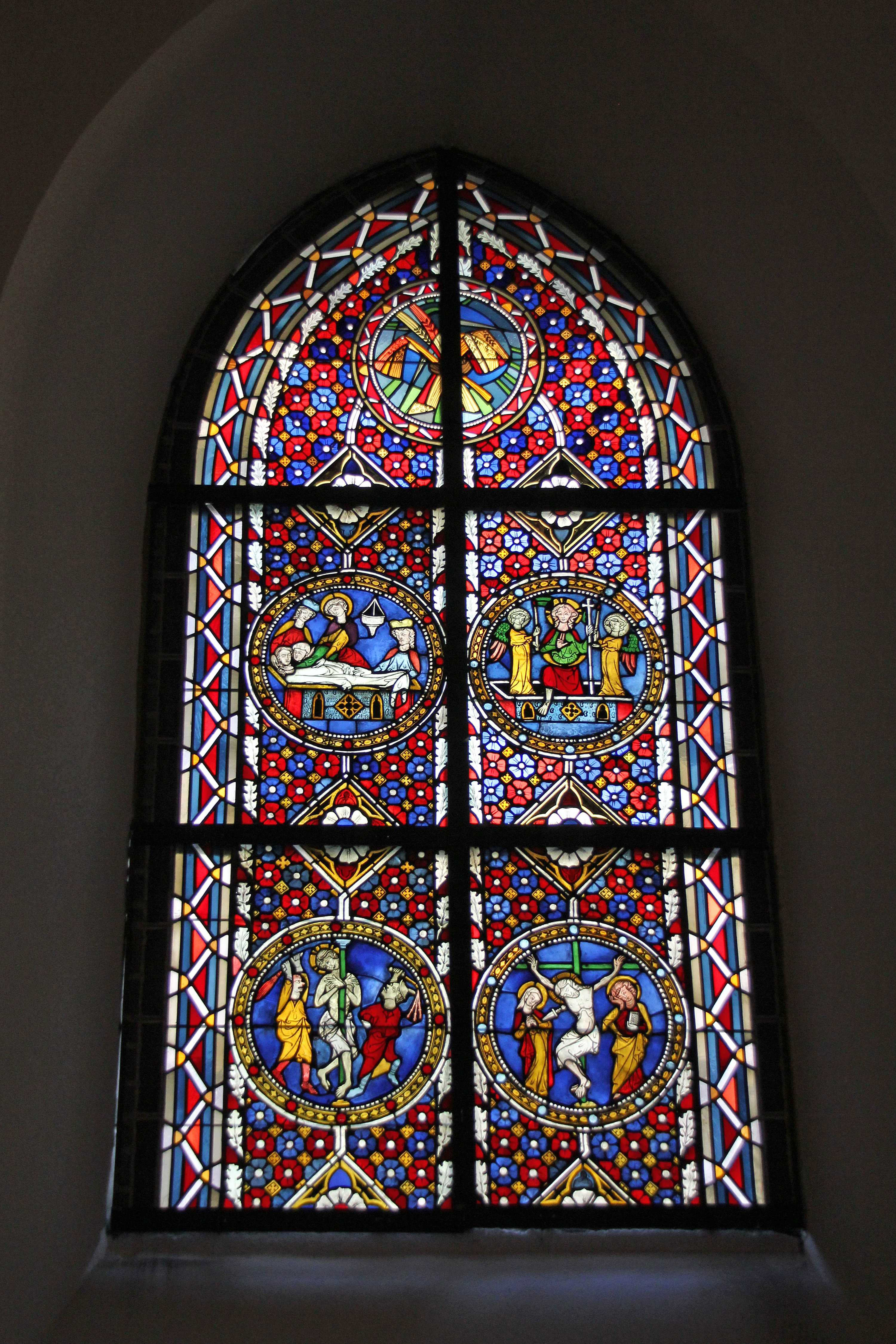
Gotisch venster